# Hilfe zur Pflege
Hilfe zur Pflege ist eine bedarfsorientierte Sozialleistung in Deutschland zur Unterstützung pflegebedürftiger Personen, die den notwendigen Pflegeaufwand nicht aus eigenen Mitteln sicherstellen können. Hilfe zur Pflege ist Teil der Sozialhilfe und in den §§ § 61 ff. SGB XII gesetzlich geregelt. Da praktisch alle Leistungen der gesetzlichen Pflegeversicherung budgetiert sind bzw. nur gewährt werden, wenn dauerhaft Pflegebedürftigkeit vorliegt (§ 14 Abs. 1 Satz 3 SGB XI), muss die Sozialhilfe aufgrund des Grundrechts auf Schutz der Menschenwürde den anderweitig ungedeckten Bedarf an Pflegehilfe übernehmen (Auffangfunktion). Wegen der Einordnung in die Sozialhilfe wird Hilfe zur Pflege nur einkommens- und vermögensabhängig gewährt.
Mit der Einführung der Pflegeversicherung zum 1. Januar 1995 wurde die Hilfe zur Pflege grundlegend reformiert. Die wesentlichen Änderungen betrafen die Pflegestufen (seit 2017: Pflegegrade) und die Leistungen, die an die Stufen und Leistungen des SGB XI angepasst wurden, sowie die weitgehende Anwendung der Verfahrensregelungen und Richtlinien der Pflegeversicherung auch auf die Hilfe zur Pflege. Somit werden sich zukünftige Gesetzesänderungen der Pflegeversicherung auch auf die Hilfe zur Pflege auswirken. Im Jahr 2022 wurden für die Hilfe zur Pflege etwa 4,1 Mrd. Euro ausgegeben, dies entspricht etwa 25,7 % der Sozialhilfeausgaben (Bruttoausgaben, ohne Eingliederungshilfe).
Zuständig für die Leistungen der Hilfe zur Pflege ist der überörtliche Träger der Sozialhilfe (§ 97 Abs. 3 Nr. 2 SGB XII). Die überörtlichen Träger werden von den Ländern bestimmt (siehe Zuständigkeit in Angelegenheiten der Sozialhilfe).

## Berechtigter Personenkreis
Sofern die wirtschaftlichen Voraussetzungen zum Bezug von Sozialhilfe erfüllt sind, haben folgende Personen Anspruch auf Hilfe zur Pflege:
- Personen, die aufgrund der Besonderheit im Einzelfall ihren Pflegebedarf aus vorrangigen Leistungsquellen, vor allem der Pflegeversicherung nicht decken können, z. B. wenn die Sachleistung der Pflegeversicherung voll ausgeschöpft ist und weiterer Pflegebedarf durch Angehörige besteht, denen z. B. Pflegegeld zugewendet werden soll.
- Personen, die zwar einen Pflegebedarf gemäß den Pflegegraden 2–5 der Pflegeversicherung haben, die aber nicht die Voraussetzungen des § 14 Abs. 1 SGB XI erfüllen, weil ihr Hilfebedarf voraussichtlich nur für weniger als sechs Monate besteht,
- Pflegebedürftige Personen, die keinen Anspruch auf Leistungen der Pflegeversicherung haben, weil sie nicht versicherungspflichtig nach §§ 20 ff. SGB XI oder aus anderen Gründen keine Ansprüche auf Leistungen der Pflegeversicherung haben.

Seit dem 1. April 2007 gilt eine weitgehende Versicherungspflicht in der gesetzlichen Krankenversicherung (§ 5 Abs. 13 SGB V in Verbindung mit § 186 Abs. 11 SGB V), somit auch die Pflichtmitgliedschaft in der gesetzlichen Pflegeversicherung. Damit ist der zuletzt genannte Personenkreis nur noch auf wenige Fälle beschränkt, z. B. auf die Personen, die wegen nicht hinreichender Vorversicherungszeiten nach § 33 Abs. 2 SGB XI keinen Anspruch auf Leistungen der Pflegeversicherung haben.
Mit der Einführung der Pflegegrade zum 1. Januar 2017 wurden auch die Leistungen der Hilfe zur Pflege an das Vorliegen mindestens des Pflegegrades 2 geknüpft. Die nachrangige Gewährung von Hilfe zur Pflege an geringfügig Pflegebedürftige, die die Kriterien für Leistungen der Pflegeversicherung nicht erfüllen, ist – entgegen der bisherigen Rechtslage – nicht mehr möglich. Ob dies mit dem Grundrecht auf Menschenwürde vereinbar ist, ist bisher ungeklärt.

## Feststellung der Pflegegrade, Bindung des Sozialhilfeträgers an die Entscheidung der Pflegekasse
Die Regelungen der § 61a und § 61b SGB XII entsprechen, bis auf die zeitlichen Untergrenzen den Regelungen in den § 14 und § 15 SGB XI. Der Gesetzgeber will damit vorrangig doppelte Begutachtungen verhindern und ausschließen, dass sich Sozialhilfe und Pflegeversicherung im Hinblick auf die Leistungen und die bisher auf der Ebene der Selbstverwaltung beschlossenen Richtlinien der Pflegekassen auseinanderentwickeln. Somit ist die Entscheidung der Pflegekasse über den vom Medizinischen Dienst festgestellten Pflegegrad für den Träger der Sozialhilfe unmittelbar bindend (§ 62a SGB XII). Nach dem Wortlaut der Vorschrift gilt die Bindungswirkung nur hinsichtlich des Ausmaßes der Pflegebedürftigkeit, nicht hinsichtlich der angestrebten Leistungen.
Die Bindungswirkung besteht nur hinsichtlich bereits getroffener Entscheidungen der Pflegekasse. Steht eine solche Entscheidung noch aus, muss der Sozialhilfeträger den Sachverhalt gemäß den §§ 20 und 21 SGB X selbst ermitteln. Hierzu kann der Medizinische Dienst beauftragt werden.
Wird die Begutachtung nicht durch den Medizinischen Dienst, sondern durch das örtliche Gesundheitsamt durchgeführt, weil z. B. keine Mitgliedschaft in einer gesetzlichen Pflegekasse besteht, gelten die Richtlinien der Pflegekassen auch für den Gutachter des Gesundheitsamtes.

## Leistungen

### Leistungsgrundsätze, Nachrangigkeit
Aufgrund des Bedarfsdeckungsprinzips in § 9 Abs. 1 SGB XII sind alle für die notwendige Pflege erforderlichen Leistungen vom Sozialhilfeträger in voller Höhe zu übernehmen, abzüglich eines eventuellen Eigenanteils aus dem Einkommen, dem Vermögen oder Mitteln eines zum Unterhalt herangezogenen Angehörigen. Welche Leistungen in welchem Umfang erforderlich sind, bestimmt der Gutachter. Vorrangige Leistungen der Pflegeversicherung und andere vorrangige Leistungen, z. B. der gesetzlichen Unfallversicherung sind auszuschöpfen. Eine Budgetierung der Leistungen wie in der Pflegeversicherung kennt die Hilfe zur Pflege nicht. Grenzen bezüglich der Höhe der Leistungen setzt jedoch § 9 Abs. 2 SGB XII (Wahl- und Wunschrecht), der Sozialhilfeträger darf Wünschen, deren Erfüllung mit unverhältnismäßigen Mehrkosten verbunden wäre, nicht entsprechen.
- Beispiel: Ist die Realisierung der häuslichen ambulanten Pflege im Einzelfall deutlich teurer als die vollstationäre Pflege, darf der Sozialhilfeträger die Übernahme der Kosten insgesamt ablehnen. Eine teilweise Übernahme der ambulanten Pflegekosten bis zur angemessenen Höhe ist in der Regel nicht rechtmäßig, weil der Pflegebedarf nicht gedeckt wird und damit die Hilfe zur Pflege nicht geeignet ist, die notwendige Pflege sicherzustellen.

Auch im Bereich der Hilfe zur Pflege gilt ein genereller Vorrang der ambulanten häuslichen Pflege vor teil- oder vollstationären Pflegeleistungen (§ 63 SGB XII), der Vorrang ambulant vor stationär ist schon für die Sozialhilfe insgesamt in § 13 Abs. 1 SGB XII formuliert. Die Träger der Sozialhilfe werden verpflichtet, auf die häusliche Pflege hinzuwirken, das heißt konkret, die Pflegeressourcen des sozialen Umfeldes zu initiieren und zu erhalten. Für die Höhe konkreter Leistungsansprüche bedeutet das, dass die Behörde bei allen Ermessensentscheidungen – z. B. bei der Kürzung des Pflegegeldes (s. u.)- prüfen muss, ob das Ziel der jeweiligen Vorschrift im Hinblick auf die Erhaltung oder Ermöglichung der häuslichen Pflege (noch) erreicht ist.

### Hilfsmittel
Als Hilfsmittel sind alle Pflegehilfsmittel und technischen Hilfen der Pflegeversicherung im Sinne des § 40 SGB XI zu verstehen. Wegen der Auffangfunktion der Sozialhilfe sind je nach der Besonderheit des Einzelfalles auch andere Hilfsmittel als die des Hilfsmittelverzeichnisses der Pflegeversicherung nach § 78 SGB XI (als Anlage zum Hilfsmittelverzeichnis der gesetzlichen Krankenversicherung) zu bewilligen.

### Pflegegeld
Das Pflegegeld der Hilfe zur Pflege ist aufgrund des direkten Bezugs in § 64a SGB XII auf die jeweils aktuellen Pflegegeldbeträge der Höhe nach mit dem Pflegegeld aus der Pflegeversicherung nach § 37 SGB XI identisch und ist ebenso nach den fünf Pflegegraden pauschaliert.
Soweit Pflegegeld der Pflegeversicherung gezahlt wird, ist dieses in voller Höhe anzurechnen (§ 64a Abs. 3 SGB XII). Es gibt daher keinen Doppelbezug von Pflegegeld der Sozialhilfe und Pflegegeld der Pflegeversicherung. Bei einfacher Pflegebedürftigkeit (Pflegegrad 1) besteht kein Anspruch auf Pflegegeld der Hilfe zur Pflege. 
Pflegegeld dient nach der früheren Rechtsprechung zum Bundessozialhilfegesetz (BSHG) zur Förderung und Erhaltung der Pflegebereitschaft (vergl. BVerwG 5 C 7.02). Pflegegeld ist weder als Einkommen für den Pflegebedürftigen anzurechnen (§ 82 Abs. 1 SGB XII) noch ist es Einkommen der Pflegeperson, weil es keinen Lohn-, sondern motivierenden Charakter hat.

### Alterssicherung der Pflegeperson
Wird Pflegegeld gewährt, besteht auch ein Anspruch auf die Übernahme von Beiträgen für eine angemessene Alterssicherung der Pflegeperson (§ 64f Abs. 1 SGB XII), wenn Pflegegrad 2-5 vorliegt. Voraussetzung ist jeweils, dass die Übernahme von Alterssicherungsbeiträgen nicht anderweitig sichergestellt ist, z. B. durch die Pflegeversicherung gemäß § 44 SGB XI, eine Berufstätigkeit oder nicht bereits eine Altersvollrente bezogen wird.
In der gesetzlichen Rentenversicherung sind diese Personen jedoch nicht pflichtversichert, weil Versicherungspflicht nach § 3 Satz 1 Nr. 1a SGB VI nur dann eintritt, wenn die Pflegeperson einen Pflegebedürftigen pflegen, der Leistungen aus der sozialen Pflegeversicherung oder privaten Pflegeversicherung erhält. Daher sind Pflegepersonen, die einen Pflegebedürftigen pflegen, der ausschließlich Leistungen nach dem SGB XII (Sozialhilfe) erhält, nicht versicherungspflichtig. Deshalb können – sofern die Voraussetzungen des § 7 SGB VI (freiwillige Versicherung) erfüllt sind – lediglich freiwillige Beiträge seitens des Sozialamtes übernommen werden. Dies hat für die Pflegeperson jedoch den Nachteil, dass sie durch freiwillige Beiträge weder die Voraussetzungen des § 43 SGB VI (Erwerbsminderungsrente), noch die besonderen Voraussetzungen für Altersrente (insbesondere Altersrente für Frauen bezüglich der mehr als 121 Kalendermonate mit Pflichtbeiträgen ab dem 40. Geburtstag etc.) erfüllen bzw. aufrechterhalten kann. Nur ein kleiner Personenkreis wird über die Übergangsvorschrift des § 241 SGB VI durch freiwillige Beiträgen den bestehenden Versicherungsschutz in Fällen der Erwerbsminderung nicht verlieren. Pflegepersonen sollten sich vor Beginn der Pflege eines Pflegebedürftigen, der nur Leistungen nach dem SGB XII (Sozialhilfe) und nicht nach dem SGB XI (Pflegeversicherung) bzw. von einer privaten Pflegeversicherung erhält, unbedingt beraten lassen. Die Sozialleistungsträger sind zur Beratung nach § 14 SGB I verpflichtet.

### Entlastung der Pflegeperson
Soweit auf die vorrangige Leistung der Pflegeversicherung für die Entlastung der Pflegeperson von der Pflegetätigkeit, die so genannte Verhinderungspflege nach § 39 SGB XI, kein Anspruch, noch kein Anspruch oder kein Anspruch mehr besteht oder die maximale Höhe dieser Leistung von 1612 € (bzw. 2418 €) nicht ausreicht, hat die Sozialhilfe nach § 64c SGB XII die Kosten der Ersatzpflege als Pflichtleistung zu übernehmen, sofern Bedürftigkeit nach Sozialhilfemaßstäben vorliegt. Anders als bei der Pflegeversicherung gibt es keine sechsmonatige Wartefrist.

### Entlastungsbetrag
Personen mit Pflegegrad 1 haben nach § 66 SGB XII Anspruch auf einen Entlastungsbetrag. Dieser kann unter anderem für Hilfe zur Pflege eingesetzt werden.

### Teilstationäre- und Kurzzeitpflege
Teilstationäre Pflege ist die zeitweise Betreuung im Tagesverlauf in einer Einrichtung. Teilstationäre Pflege kann als Tages- oder Nachtpflege konzipiert sein. Die gegenüber der Hilfe zur Pflege vorrangige Leistung der Pflegeversicherung ist abhängig vom Pflegegrad budgetiert. Wird die Leistung der Pflegeversicherung ausgeschöpft, besteht ein auf die Hälfte reduzierter Restanspruch auf Pflegegeld bzw. alternativ auf Pflegesachleistung nach § 41 Abs. 4-6 SGB XI (Rechtslage ab dem 1. Juli 2008, bis zum 30. Juni 2008 besteht kein Anspruch mehr auf Pflegegeld oder Pflegesachleistung der Pflegeversicherung). In der Praxis führt das zu dem Problem, dass die Mittel der Pflegeversicherung für die häusliche Versorgung reduziert werden. Diese sind aber regelmäßig erforderlich, weil die pflegebedürftige Person jeweils für den Rest des Tages oder der Nacht und an den Wochenenden zuhause versorgt werden muss, von der Pflegeperson und/oder von einem Pflegedienst. Soweit die Mittel der Pflegeversicherung den Bedarf zur Sicherstellung der häuslichen Versorgung nicht decken, müssen diese von der Sozialhilfe im Rahmen des § 61 SGB XII übernommen werden, wenn der Pflegebedürftige nicht über ausreichende Eigenmittel verfügt. Zusätzlich sind die Kosten für eine professionelle Pflegekraft zu übernehmen, dazu das (evtl. gekürzte) Pflegegeld der jeweiligen Pflegestufe.

### Vollstationäre Pflege
Pflegebedürftige haben Anspruch auf Pflege in vollstationären Einrichtungen, wenn häusliche oder teilstationäre Pflege nicht möglich ist oder wegen der Besonderheit des einzelnen Falles nicht in Betracht kommt (so genannte Heimpflegebedürftigkeit). Die Pflegeversicherung beteiligt sich ausschließlich an den anfallenden Pflegekosten (für den Pflegeaufwand, für die medizinische Behandlungspflege, sowie für die soziale Betreuung im Heim). Es handelt sich dabei um einen pauschalen, starr begrenzten Zuschuss pro Monat, der die tatsächlich anfallenden – und fortwährend steigenden – Pflegekosten in immer geringerem Maße abdeckt (Teilleistungs-Versicherung). Parallel dazu erhöhte sich kontinuierlich der Eigenanteil der Pflegebedürftigen (Auf diesem Wege wurde eine schleichende Privatisierung der Kosten herbeigeführt).
Nicht von der Pflegekasse übernommen werden die so genannten „Hotelkosten“ der Pflegeeinrichtung – Kosten für Unterkunft und Verpflegung sowie anfallende Investitionskosten (Erwerb, Miete und Instandhaltung der Heimgebäude). (§ 4 Abs. 2 Satz 2 SGB XI). Sollte der Pflegebedürftige nicht in der Lage sein, diese „Hotelkosten“ aus seinem eigenen Einkommen aufzubringen, werden diese unter bestimmten Voraussetzungen von der Sozialhilfe übernommen (§ 35 Abs. 1 SGB XII).
Mit dem Angehörigen-Entlastungsgesetz wurde zum 1. Januar 2020 der Rückgriff auf unterhaltsverpflichtete Verwandte (Kinder und Eltern) weitestgehend abgeschafft. Verwandte können nach dem neuen § 94 Abs. 1a SGB XII nur noch dann zur Deckung der Pflegekosten der pflegebedürftigen Person herangezogen werden, wenn diese Verwandten über ein Jahreseinkommen von mehr als 100.000 Euro verfügen.
Die vom Sozialhilfeträger zu übernehmenden Kosten für den Lebensunterhalt in Einrichtungen richten sich in ihrer Höhe nach den Leistungen der Grundsicherung und sind somit nicht der Hilfe zur Pflege zuzuordnen. Übersteigen die Kosten für Unterkunft und Verpflegung der Einrichtung die Leistung der Grundsicherung, sind sie gleichwohl in voller Höhe aufgrund des Bedarfsdeckungsprinzips zu übernehmen. Die Übernahme von Kosten durch den Sozialhilfeträger setzt voraus, dass mit der Pflegeeinrichtung eine Vereinbarung nach § 75 ff. SGB XII abgeschlossen wurde, im Einzelfall sind Ausnahmen möglich (§ 75 Abs. 4 SGB XII).
Zusätzlich ist der weitere notwendige Lebensunterhalt zu übernehmen. Dieser umfasst insbesondere eine Kleiderbeihilfe und einen Barbetrag zur persönlichen Verfügung (umgangssprachlich „Taschengeld“). Der Barbetrag beträgt mindestens 27 % der Regelbedarfsstufe 1 (= 110,42 €). Vom Barbetrag sind auch Aufwendungen für Körperpflege und -reinigung, für die Instandhaltung der Schuhe, Kleidung und Wäsche in kleinerem Umfang sowie für die Beschaffung von Wäsche und Hausrat von geringerem Umfang erfasst (BVerwG 5 C 42/03).
Besteht kein Anspruch auf Leistungen der gesetzlichen Pflegeversicherung oder reicht das Budget der Pflegekasse nicht aus, um die vollen Pflegekosten zu decken, übernimmt die Sozialhilfe auch die (übersteigenden) Pflegekosten nach § 61 Abs. 2 Satz 1 SGB XII.

## Anrechnung von Einkommen und Vermögen
Der Einsatz des Einkommens und des Vermögens des Hilfesuchenden ergibt sich aus § 2 SGB XII, nachdem nur derjenige Sozialhilfeleistungen erhält, wer seinen Bedarf nicht unter anderem durch den Einsatz seines Einkommens und seines Vermögens selbst decken kann. Grundsätzlich werden in der Sozialhilfe bestimmte Einkunftsarten nicht angerechnet, dies sind unter anderem:
- alle Leistungen der Sozialhilfe nach dem SGB XII, z. B. Grundsicherung,
- die Grundrente nach dem Bundesversorgungsgesetz,
- Renten oder Beihilfen nach dem Bundesentschädigungsgesetz,
- Einkünfte, die aufgrund ausdrücklicher Vorschriften in anderen Gesetzen nicht auf die Hilfe zur Pflege angerechnet werden, z. B. Erziehungsgeld und vergleichbare Leistungen, Leistungen der Pflegeversicherung (letztere mindern jedoch den Hilfebedarf),
- öffentlich-rechtliche Leistungen, die zu einem ausdrücklich genannten Zweck erbracht werden, der nicht der Deckung des Bedarfs an Pflegeleistungen dient (§ 83 Abs. 1 SGB XII),
- bürgerlich-rechtliches Schmerzensgeld (§ 253 BGB) und
- Zuwendungen der freien Wohlfahrtspflege.

Vom Einkommen sind bestimmte Beträge abzusetzen, vor allem Steuern und Sozialversicherungsbeiträge und weitere mit der Erzielung des Einkommens verbundenen Ausgaben (sog. „bereinigtes“ Einkommen).
Bei der Hilfe zur Pflege erfolgt der Einkommenseinsatz, anders als etwa bei der Grundsicherung und der Hilfe zum Lebensunterhalt, in der Regel nur oberhalb eines bestimmten Betrags, der sogenannten Einkommensgrenze, die jeweils individuell berechnet wird (§ 85 SGB XII).
- Beispiel: Wenn die Einkommensgrenze im Einzelfall 1000 EUR beträgt, wird dem Pflegebedürftigen in der Regel nur der Teil seines Einkommens angerechnet, der die 1000 EUR übersteigt.

Die Einkommensgrenze setzt sich zusammen aus der Summe dreier Einzelbeträge:
- eines Grundbetrags in Höhe des zweifachen jeweils geltenden Regelbedarfsstufe 1: 2 mal 446 EUR = 892 EUR (ab dem 1. Januar 2021)[4],
- der angemessenen Kosten der Unterkunft, ohne Heizkosten, weil nach § 27 Abs. 1 SGB XII die Heizung einen von der Unterkunft getrennten Bedarfstatbestand darstellt
- eines Familienzuschlags in Höhe des auf volle Euro aufgerundeten Betrags von 70 % der Regelbedarfsstufe 1 für den nicht getrennt lebenden Ehe- oder Lebenspartner (sowie weitere Personen nach § 85 Abs. 1 Nr. 3 SGB XII): 313 EUR.

Soweit das bereinigte Einkommen die Einkommensgrenze übersteigt, ist ein Einkommenseinsatz in angemessenem Umfang zuzumuten (§ 87 SGB XII). Bei dem Begriff des angemessenen Umfangs handelt es sich um einen unbestimmten Rechtsbegriff, dessen Ausgestaltung an den Besonderheiten des Einzelfalles auszurichten ist. In einigen besonderen Fällen kann auch der Einsatz des Einkommens unterhalb der Einkommensgrenze verlangt werden (§ 88 SGB XII). Wird die Hilfe zur Pflege für Personen in einer teilstationären oder stationären Einrichtung geleistet, begrenzt der § 92 SGB XII die Heranziehung des nicht getrennt lebenden Ehe- oder Lebenspartners auf die Einsparungen für den häuslichen Lebensunterhalt. Der Zugriff auf das gesamte Einkommen ist bei alleinstehenden Personen möglich, die voraussichtlich längere Zeit in einer vollstationären Einrichtung versorgt werden müssen. Als Zeitraum in diesem Sinne wird in der Literatur eine Dauer von einem Jahr oder länger angegeben.
Die Vermögensanrechnung der Hilfeempfänger richtet sich nach § 90 SGB XII und der dazu ergangenen Durchführungsverordnung. Im Grundsatz muss das gesamte verwertbare Vermögen eingesetzt werden, wobei zahlreiche Ausnahmen vom Gesetz definiert werden, die die Vermögensanrechnung in der Praxis sehr schwierig machen können. Kleinere Barbeträge oder sonstige Geldwerte werden bis zu einem Betrag von 2.600 € nicht angerechnet, für den Ehe- oder Lebenspartner bleiben zusätzlich 614 € anrechnungsfrei. Sofern beide Ehe- oder Lebenspartner das Pflegegeld der Pflegestufe III nach § 64 Abs. 3 beziehen, bleiben für den Partner 1534 € statt des vorgenannten Betrags von 614 € anrechnungsfrei.

## Kostenersatz durch Erben
Den Erben verbleibt vom Nachlass ein Freibetrag in Höhe von 15.340 Euro (§ 102 Abs. 3 Nr. 2 SGB XII). Vorausgesetzt wird hierbei u. a., dass der Erbe als Ehepartner, Lebenspartner oder Verwandter den/die Hilfeempfänger/Hilfeempfängerin gepflegt hat und mit ihm/ihr in häuslicher Gemeinschaft zusammengelebt hat.

## Verfahren und Rechtsbehelf
Hilfe zur Pflege setzt ein, sobald dem Träger der Sozialhilfe bekannt wird, dass die Voraussetzungen für die Leistung vorliegen (§ 18 Abs. 1 SGB XII). Dieses „Bekanntwerden“ kann z. B. durch einen Telefonanruf durch den Betroffenen oder durch dritte Personen, z. B. Nachbarn, beim Sozialamt geschehen. Diese Regelung ist eine Besonderheit der Sozialhilfe und ermöglicht den Bürgern einen niederschwelligen Zugang zu Sozialhilfeleistungen. Der Sozialhilfeträger hat nach dem Bekanntwerden gemäß § 20 SGB X von Amts wegen den Sachverhalt zu ermitteln (Amtsermittlungsgrundsatz), wenn Anhaltspunkte für einen Bedarf an Hilfe zur Pflege vorliegen. Aus Beweisgründen empfiehlt es sich, einen förmlichen (schriftlichen) Antrag zu stellen.
Für Hilfesuchende, die sich statt an den Träger der überörtlichen Sozialhilfe an das örtliche Sozialamt wenden, entstehen keine Fristennachteile (§ 18 Abs. 2 SGB XII), denn auch der unzuständige, zuerst angegangene Sozialhilfeträger kann bzw. muss Leistungen erbringen (§ 43 Abs. 1 SGB I). Zumindest müssen die bekannten Umstände dem zuständigen Träger der Sozialhilfe unverzüglich mitgeteilt werden.
Wer glaubt, in seinen Rechten verletzt worden zu sein, kann gegen die Entscheidungen der Behörde Widerspruch einlegen (§§ 78 ff. Sozialgerichtsgesetz). Der Widerspruch ist schriftlich oder zur Niederschrift innerhalb eines Monats einzulegen. Nach Erlass des Widerspruchsbescheids kann Klage erhoben werden, sofern dem Widerspruch nicht abgeholfen wurde. Zuständig für Streitigkeiten in Angelegenheiten der Sozialhilfe – sind die Gerichte der Sozialgerichtsbarkeit (§ 51 Abs. 1 Nr. 6a SGG).
Grund für einen Widerspruch/eine Klage kann u. a. sein:
- die bewilligte Pflegestufe entspricht nicht der erwarteten Pflegestufe;
- eine beantragte Leistung wurde hinsichtlich des Umfangs oder der Art der Leistung abgelehnt;
- der Hilfesuchende glaubt, dass seine Rechte bezüglich Verfahrens- oder Zuständigkeitsentscheidungen der Behörde verletzt seien.

Die Beteiligten haben (nicht nur) im Widerspruchs-/Klageverfahren ein Recht auf Akteneinsicht (§ 25 SGB X), auch in die jeweiligen Pflegegutachten. Die Begutachtungsrichtlinien enthalten in Abschnitt C 2.8.3 besondere Aussagen zur Begutachtung im Widerspruchsverfahren.
Widerspruch und Klage haben in der Sozialhilfe generell keine aufschiebende Wirkung (ständige Rechtsprechung des Bundesverwaltungsgerichts zur früheren Sozialhilfe nach dem Bundessozialhilfegesetz: Sozialhilfe ist keine rentengleiche Dauerleistung und gleichsam täglich neu regelungsbedürftig).

## Hilfe zur Pflege in weiteren Gesetzen
Hilfe zur Pflege innerhalb und außerhalb von Einrichtungen nach § 26c Bundesversorgungsgesetz (BVG) war eine Leistung der Kriegsopferfürsorge, die durch verschiedene Nebengesetze des Bundesversorgungsgesetzes für einen größeren Betroffenenkreis galt. Seit der Eingliederung des BVG in das Sozialgesetzbuch XIV werden die Leistungen gemäß § 145 SGB XIV längstens bis zum 31. Dezember 2033 weiter erbracht.